# Zbigniew Marciniak
Zbigniew Stanisław Marciniak (ur. 9 kwietnia 1952 w Warszawie) – polski matematyk, nauczyciel akademicki, profesor nauk matematycznych, w latach 2007–2009 podsekretarz stanu w Ministerstwie Edukacji Narodowej, w latach 2010–2012 podsekretarz stanu w Ministerstwie Nauki i Szkolnictwa Wyższego, przewodniczący Rady Głównej Nauki i Szkolnictwa Wyższego w kadencji 2018–2021.

## Życiorys
Ukończył w 1976 studia matematyczne na Wydziale Matematyki, Informatyki i Mechaniki Uniwersytetu Warszawskiego. W 1982 doktoryzował się w Virginia Polytechnic Institute and State University. Habilitację uzyskał w 1997 na podstawie oceny dorobku naukowego i rozprawy pt. Metody homologiczne w badaniu pierścieni grupowych. W 2014 otrzymał tytuł profesora nauk matematycznych. Zajmuje się teorią grup i pierścieni. Swoje artykuły publikował w takich czasopismach jak m.in. „Proceedings of the American Mathematical Society”, „Journal of Pure and Applied Algebra” oraz „Journal of Number Theory”.
Od ukończenia studiów związany zawodowo z Instytutem Matematyki UW, od 1997 na stanowisku profesora. Od 1996 do 1999 pełnił funkcję wicedyrektora, następnie do 2005 dyrektora tej jednostki. W latach 2005–2007 przewodniczył Państwowej Komisji Akredytacyjnej, następnie został przewodniczącym Komisji Dydaktyki Komitetu Matematyki PAN. Zasiada w komitetach redakcyjnych czasopism „Delta” i „Algebra and Discrete Mathematics”, reprezentował Polskę w koordynowanym przez OECD programie PISA. Zajął się upowszechnianiem matematyki wśród młodzieży, m.in. w ramach Krajowego Funduszu na rzecz Dzieci. Autor hasła K-teoria w Encyklopedii PWN.
Od listopada 2006 do sierpnia 2009 zajmował stanowisko podsekretarza stanu w Ministerstwie Edukacji Narodowej. W grudniu 2009 powołany na podsekretarza stanu w Ministerstwie Nauki i Szkolnictwa Wyższego, zakończył urzędowanie w styczniu 2012. W kadencji 2018–2021 przewodniczący Rady Głównej Nauki i Szkolnictwa Wyższego.

## Odznaczenia
Odznaczony Srebrnym Krzyżem Zasługi, Krzyżem Kawalerskim (2001) i Oficerskim (2014) Orderu Odrodzenia Polski.